# 汪淵 (永樂進士)
汪淵，山東泰安人，明朝政治人物、進士。
永樂二年（1404年），汪淵中式甲申科二甲第二百三十八名進士。永樂四年，授兵科给事中。永樂十八年，改為雲南按察司副使。